# Réaux
Réaux és un municipi francès situat al departament del Charente Marítim i a la regió de la Nova Aquitània. L'any 2007 tenia 455 habitants.

## Demografia

### Població
El 2007 la població de fet de Réaux era de 455 persones. Hi havia 190 famílies de les quals 48 eren unipersonals (32 homes vivint sols i 16 dones vivint soles), 69 parelles sense fills, 61 parelles amb fills i 12 famílies monoparentals amb fills.
La població ha evolucionat segons el següent gràfic:
Habitants censats

### Habitatges
El 2007 hi havia 224 habitatges, 192 eren l'habitatge principal de la família, 8 eren segones residències i 23 estaven desocupats. 216 eren cases i 6 eren apartaments. Dels 192 habitatges principals, 140 estaven ocupats pels seus propietaris, 49 estaven llogats i ocupats pels llogaters i 4 estaven cedits a títol gratuït; 2 tenien una cambra, 5 en tenien dues, 18 en tenien tres, 50 en tenien quatre i 117 en tenien cinc o més. 176 habitatges disposaven pel capbaix d'una plaça de pàrquing. A 100 habitatges hi havia un automòbil i a 85 n'hi havia dos o més.

### Piràmide de població
La piràmide de població per edats i sexe el 2009 era:
| Homes | Edats   | Dones |
| ----- | ------- | ----- |
| 0     | 95 o +  | 0     |
| 0     | 90 a 94 | 0     |
| 4     | 85 a 89 | 8     |
| 0     | 80 a 84 | 8     |
| 8     | 75 a 79 | 4     |
| 4     | 70 a 74 | 12    |
| 4     | 65 a 69 | 12    |
| 28    | 60 a 64 | 24    |
| 8     | 55 a 59 | 4     |
| 8     | 50 a 54 | 12    |
| 16    | 45 a 49 | 24    |
| 28    | 40 a 44 | 20    |
| 12    | 35 a 39 | 24    |
| 28    | 30 a 34 | 24    |
| 8     | 25 a 29 | 8     |
| 8     | 20 a 24 | 16    |
| 16    | 15 a 19 | 8     |
| 16    | 10 a 14 | 24    |
| 12    | 5 a 9   | 20    |
| 16    | 0 a 4   | 12    |

## Economia
El 2007 la població en edat de treballar era de 275 persones, 214 eren actives i 61 eren inactives. De les 214 persones actives 190 estaven ocupades (107 homes i 83 dones) i 24 estaven aturades (10 homes i 14 dones). De les 61 persones inactives 24 estaven jubilades, 24 estaven estudiant i 13 estaven classificades com a «altres inactius».

### Ingressos
El 2009 a Réaux hi havia 191 unitats fiscals que integraven 465,5 persones, la mediana anual d'ingressos fiscals per persona era de 17.088 €.

### Activitats econòmiques
Dels 21 establiments que hi havia el 2007, 1 era d'una empresa alimentària, 1 d'una empresa de fabricació de material elèctric, 1 d'una empresa de fabricació d'altres productes industrials, 6 d'empreses de construcció, 8 d'empreses de comerç i reparació d'automòbils, 1 d'una empresa immobiliària, 2 d'empreses de serveis i 1 d'una entitat de l'administració pública.
Dels 4 establiments de servei als particulars que hi havia el 2009, 3 eren paletes i 1 electricista.
L'any 2000 a Réaux hi havia 31 explotacions agrícoles.

## Equipaments sanitaris i escolars
El 2009 hi havia una escola elemental integrada dins d'un grup escolar amb les comunes properes formant una escola dispersa.

## Poblacions properes
El següent diagrama mostra les poblacions més properes.